# Lista de marqueses no pariato do Reino Unido
Esta é uma lista de marqueses no Pariato do Reino Unido
| Título                       | Criação | Outros títulos |
| ---------------------------- | ------- | -------------- |
| Marquês de Exeter            | 1801    |                |
| Marquês de Northampton       | 1812    |                |
| Marquês Camden               | 1812    |                |
| Marquês de Anglesey          | 1815    |                |
| Marquês de Cholmondeley      | 1815    |                |
| Marquês de Ailesbury         | 1821    |                |
| Marquês de Bristol           | 1826    |                |
| Marquês de Ailsa             | 1831    |                |
| Marquês de Normanby          | 1838    |                |
| Marquês de Abergavenny       | 1876    |                |
| Marquês de Zetland           | 1892    |                |
| Marquês de Linlithgow        | 1902    |                |
| Marquês de Aberdeen e Temair | 1916    |                |
| Marquês de Milford Haven     | 1917    |                |
| Marquês de Reading           | 1926    |                |